# ЗСУ-23-4
ЗСУ-23-4 Шилка е съветски самоходен зенитно-артилерийски комплекс, на въоръжение в съветската армия от 1965 година. Измества от употреба по-стария ЗСУ-57-2.
Комплексът е въоръжен с четири 23-милиметрови автоматични зенитни оръдия 2А7. Максималният хоризонтален обсег на всяко е 7 километра, а ефективният вертикален обсег – 1,5 километра. Скорострелността на всяко оръдие е до 1000 изстрела в минута. Общият боекомплект е 2000 снаряда. ЗСУ-23-4 е снабдена с радар и може да стреля в движение.
Теглото на комплекса е 19 тона, а шасито е заимствано от това на плаващия танк ПТ-76. Двигателят е дизелов, 6-цилиндров с мощност от 280 конски сили, което осигурява съотношение мощност-тегло от 14,7 к.с. / тон. Екипажът се състои от четири души.
Комплексът се произвежда и в наши дни в ограничени количества от фабрики в Русия, Беларус и Украйна. КНДР е разработила собствен модел на комплекса, но само с две 23-милиметрови оръдия, по-различен купол и друг радар. „Шилка“ се счита за високоефективен зенитно-артилерийски комплекс в модерни условия, особено срещу нисколетящи самолети и различни видове вертолети.
ЗСУ-23-4 се намира на въоръжение в Азербайджан, Алжир, Ангола, Армения, Афганистан, Беларус, Виетнам (100), Гвинея-Бисау (16), Грузия (38), Египет (350), Еквадор (34), Етиопия (60), Западна Сахара, Зимбабве, Израел (60), Индия (100), Ирак, Иран (над 100), Йемен (30), Йордания (44), Конго-Бразавил (8), КНДР (над 100), Куба (36), Лаос (над 10), Либия (250), Мароко, Мозамбик, Монголия, Нигерия (30), Перу (135), Полша (87), Русия (450), Сирия (400), Сомалия (4), САЩ, Туркменистан (28), Украйна, Унгария (20).